# Falmouth (Jamaica)
Falmouth es la ciudad principal y capital de la Parroquia de Trelawny en el condado de Cornwall en Jamaica. Fundada por Thomas Reid en 1769, Falmouth floreció como un centro de mercado y puerto durante cuarenta años en un momento en que Jamaica es el líder mundial en productor de azúcar. Fue nombrado después de Falmouth en el Reino Unido, el lugar de nacimiento de Sir William Trelawny el gobernador de Jamaica que fue instrumental en su establecimiento.
La ciudad fue meticulosamente planeada desde el principio, con amplias calles en una cuadrícula regular, abastecimiento de agua suficiente, y los edificios públicos.

## Personajes nacidos en Falmouth
Personajes nacidos en Falmouth con impacto significativo en el cultural o sociopolítico de Jamaica:
- Ky-Mani Marley - cantante de Reggae e Hijo de Bob Marley.
- Ben Johnson - exatleta olímpico y récord mundial.

## Población
La población de esta ciudad jamaiquina se encuentra compuesta por un total de siete mil cuatrocientas personas, según las cifras que arrojaron el censo llevado a cabo en el año 2010.